# Uhrwerklampe

Das Pumpwerk einer Carcel- bzw. Uhrwerklampe

Uhrwerklampen (auch Carcel-Lampen) sind Öllampen, die mit Hilfe von mechanischen Pumpen, die von einem Uhrwerk betrieben werden, den Brennstoff Öl aus einem tiefer gelegenen Tank nach oben zum Docht der Lampen pumpen.
Vor Entdeckung des Petroleums wurden Tier- oder Pflanzenöle zu Beleuchtungszwecken benutzt. Da diese in einem Docht nur ein bis drei Zentimeter hoch steigen, waren den Konstruktionsformen der Lampen sehr enge Grenzen gesetzt.
Um das Jahr 1800 herum entwickelte der Pariser Uhrmacher Bertrand Guillaume Carcel (1750–1812) eine kleine Pumpe mit Federaufzug, die er in den Fuß einer Öllampe einbaute. Diese Pumpe konnte das Öl direkt nach oben in den Brenner pumpen. Ziel der Konstruktion war es, die Lichtquelle (Brenner) möglichst hoch zu platzieren und den Öltank möglichst weit entfernt vom Brenner. Andere Lampen aus dieser Zeit hatten den Tank oftmals auf gleicher Höhe des Brenners, wodurch dieser beim Betrieb der Lampen einen Schatten warf. Die Carcel-Lampe benutzte den Argandschen Brenner.
Eine sehr große Verbreitung fanden die Carcel-Lampen nicht. Die Herstellung war durch das eingebaute Uhrwerk aufwändig und entsprechend teuer. Außerdem waren diese Lampen aufgrund des verwendeten Brennstoffes recht anfällig und mussten oft repariert werden. Ebenfalls eine Lampe mit Pumpe, jedoch deutlich einfacher konstruiert, ist die Moderateurlampe ab etwa 1827. Diese löste die komplizierten Carcel-Lampen weitgehend ab.